# Jack Aubrey
Sir John « Jack » Aubrey est un personnage de fiction, personnage principal de la série des Aubreyades du romancier britannique Patrick O'Brian. Officier de marine, Jack Aubrey gravit progressivement les échelons de la Royal Navy de la période des guerres napoléoniennes pour finalement atteindre le grade de Rear-Admiral (contre-amiral) alors qu'il est parti de simple lieutenant de vaisseau.
Le personnage de Jack Aubrey est inspiré, tout comme celui de Horatio Hornblower du romancier C. S. Forester, de Thomas Cochrane, dixième comte de Dundonald, un officier de marine britannique à la carrière émaillée de controverses.
Il est interprété par Russell Crowe dans le film Master and Commander : De l'autre côté du monde (Master and Commander: The Far Side of the World) de 2003, et par David Robb dans les adaptations radiophoniques de BBC Radio 4.

## Évolution des responsabilités
Au début du cycle (Maître à bord) Jack Aubrey n'est que lieutenant de vaisseau, mais il va devenir très rapidement maître et commandant, avant de réussir à atteindre le grade de  capitaine de vaisseau. À partir de ce moment, les promotions ne se font qu'à l'ancienneté (tableau d'avancement). Malgré quelques périodes comme commodore de petites escadres, il ne parvient à devenir contre-amiral qu'à l'avant-dernier tome (Pavillon amiral), et ne hisse son pavillon que lors du Voyage inachevé.